# Megalopsalis distincta
Megalopsalis distincta is een hooiwagen uit de familie Monoscutidae.